# Chýně
Chýně (en allemand : Kien) est une commune du district de Prague-Ouest, dans la région de Bohême-Centrale, en République tchèque. Sa population s'élevait à 3 730 habitants en 2020.

## Géographie
Chýně se trouve à 13 km au sud-est de Kladno et à 16 km à l'ouest du centre de Prague.
La commune est limitée par Hostivice au nord et à l'est, par Chrášťany et Rudná au sud, par Úhonice à l'ouest et par Červený Újezd au nord-ouest.

## Histoire
La première mention écrite du village date de 1273.